# Dan Corneliusson
Mats Dan Erling Corneliusson, mais conhecido como Dan Corneliusson (Trollhättan, 2 de outubro de 1961) é um ex-futebolista sueco que atuava como atacante. Atuou pela Seleção Sueca de Futebol nas Eliminatórias da Copa do Mundo FIFA de 1986.

## Clubes
- Qviding FIF
- Malmö FF
- Como
- VfB Stuttgart
- IFK Göteborg

## Títulos
IFK Göteborg
- Liga Europa da UEFA: 1981-82.
- Campeonato Sueco de Futebol: 1982.

## Artilharias
IFK Göteborg
- Campeonato Sueco de Futebol: 1982.